# Nelle tue mani (film 2018)
Nelle tue mani (Au bout des doigts) è un film del 2018 diretto da Ludovic Bernard. Il film è tratto dall'omonimo romanzo di Gabriel Katz.

## Trama
Mathieu è un giovane della periferia parigina che frequenta il suo gruppo di amici e si dedica a qualche furto con scasso. Da bambino aveva conosciuto Monsieur Jacques, suo nonno, un vecchio insegnante di pianoforte, che era riuscito a trasformarlo in un vero virtuoso. Dopo la morte del signor Jacques, Mathieu eredita il suo pianoforte ma sua madre, per mancanza di mezzi finanziari, non può permettergli di fargli avere altre lezioni di pianoforte. Mathieu sprofonda in una malinconia venata di rabbia per non essere riuscito a portare avanti un progetto musicale degno del suo talento. Per caso, mentre Mathieu suona alla Gare du Nord un pianoforte messo a disposizione del pubblico, il ragazzo viene notato da Pierre Geithner, figura importante del Conservatorio di Parigi.
Pierre è testimone di un inseguimento tra Mathieu e la polizia e capisce che il talentuoso ragazzo ha commesso dei reati. Un giorno lo ritrova seduto al pianoforte in stazione e cerca di convincerlo a venire al conservatorio, proposta subito respinta da Mathieu. Un giorno il ragazzo è sorpreso dalla polizia mentre esegue un brano con un pianoforte ma viene arrestato dalla polizia. Il giorno della sua udienza in tribunale, Pierre si appella per fornire al ragazzo una via di fuga: fa in modo che esca di prigione e che come pena sostitutiva debba andare ogni giorno al conservatorio per sei mesi per svolgere del lavoro socialmente utile.
Mathieu pensa di svolgere un semplice lavoro manuale, ma Pierre lo costringe a studiare pianoforte con un'insegnante qualificata e prendere parte a un concorso internazionale di altissimo livello. Mathieu incontra anche Anna, ragazza di cui si innamora, e nel frattempo entra sempre nella vita di Pierre, al punto che l'uomo gli offre la propria mansarda come alloggio andando contro il volere della sua stessa moglie. Fra alti e bassi, Mathieu riuscirà alla fine a far valere il suo talento ed a riscattarsi dalla sua vecchia vita.

## Produzione
Il protagonista Jules Benchetrit non è un pianista, dunque ha dovuto studiare pianoforte con l'insegnante Jennifer Fichet, per poter interpretare il ruolo di Matheiu. Le tempistiche di produzione non erano compatibili con uno studio approfondito dello strumento, tuttavia in alcuni giorni di studio l'attore è riuscito ad acquisire una gestualità compatibile con le esecuzioni del suo personaggio.

## Accoglienza
L'aggregatore di recensioni Rotten Tomatoes, assegna al film un indice di gradimento del 38% sulla base di 8 recensioni, con un voto di 4,3 su 10. L'attore protagonista Jules Benchetrit è stato candidato al Premio César per il miglior nuovo attore.